# Desfachatados
Desfachatados fue un programa de televisión chileno de corte humorístico emitido y producido por Mega, se estrenó el miércoles 9 de enero de 2013 a las 23:30 hrs. El programa se basa en gag de corta y larga duración, al estilo Inútiles y subversivos, Plan Z y Mediomundo. Se caracterizaba por su humor sarcástico y sin sentido, teniendo en cuenta la contingencia y los temas de actualidad del país.

## Reparto
- Pablo Zamora
- Kurt Carrera
- María José Quiroz
- Mariú Martínez
- Javiera Contador
- Fernando Godoy

## Secciones
- Súper Friends: Mujer Maravilla (Javiera Contador), Robin (Fernando Godoy), Batman (Kurt Carrera) y Superman (Pablo Zamora).
- Fonopsíquicos: Pablo Zamora
- Noticias de último momento: Voz externa, parodia a las "placas rojas" del canal argentino Crónica TV
- La mujer policía administrativa: Javiera Contador, Dayana Amigo y Kurt Carrera.
- El suicida: Pablo Zamora y Kurt Carrera.
- Las disléxicas: Dayana Amigo y Kurt Carrera.
- La calienta sopa: Javiera Contador
- Catalán: Pablo Zamora y Fernando Godoy.
- Alta definición
- Curas de Vitacura: Pablo Zamora, Kurt Carrera, Javiera Contador, Fernando Godoy, Carmen Gloria Bresky, María José Quiroz y Mariú Martínez
- Papás Freak: Javiera Contador, Kurt Carrera y Fernando Godoy
- Teatro en Desfachatados: Javiera Contador, Pablo Zamora, Kurt Carrera, Fernando Godoy, Carmen Gloria Bresky, María José Quiroz
- Flaiterstein:
- La mujer cuya cara no concuerda con lo que dice:
- Espantapajaros
- Los diminutivos
- Comerciales
- Hombre Trailer
- Loco por la tele
- El huaso Bruto
- La chinita hot
- El Supermercado
- La mansión curtutal del Profe Salomón
- El manco
- Los peores programas de TV del mundo